# Violencia racial masiva en los Estados Unidos
En el contexto más amplio del racismo en Estados Unidos, la violencia racial masiva en Estados Unidos consiste en conflictos étnicos y disturbios raciales, junto con acontecimientos como:
- Ataques racistas selectivos contra afroamericanos por parte de estadounidenses blancos que tuvieron lugar antes de la Guerra Civil estadounidense, a menudo en relación con intentos de revuelta de esclavos, y ataques racistas contra afroamericanos por parte de estadounidenses blancos que tuvieron lugar después de la guerra, en relación con las tensiones que existieron durante la Reconstrucción y los esfuerzos posteriores por suprimir el sufragio negro e instaurar las leyes de Jim Crow.
- Conflictos entre protestantes y católicos inmigrantes procedentes de Irlanda y Alemania en el siglo XIX.
- Las turbas de estadounidenses blancos atacaron con frecuencia a los inmigrantes chinos y a otros asiático-americanos durante los siglos XIX y XX.
- Ataques a indios y colonos estadounidenses que tuvieron lugar durante conflictos por la propiedad de la tierra (véase también: Genocidio de nativos americanos en Estados Unidos, Guerras Indias Americanas, lista de masacres de indios).
- Peleas frecuentes entre miembros de diversos grupos étnicos en las principales ciudades, concretamente en el noreste de Estados Unidos y en el medio oeste de Estados Unidos, a finales del siglo XIX y principios del XX, como la violencia étnica entre puertorriqueños e italoamericanos en la ciudad de Nueva York.
- Violencia antiinmigrante, concretamente violencia anticatólica dirigida contra los católicos en el siglo XIX.
- Violencia antiinmigrante, concretamente violencia hispanófoba dirigida contra los latinoamericanos durante el siglo XX.
- Dos patrones concurrentes pero distintos de disturbios que se produjeron durante la era de los derechos civiles: disturbios raciales que se produjeron durante manifestaciones y protestas, como los disturbios que se produjeron en la marcha de Marquette Park Illinois en agosto de 1966 y la violencia que se produjo durante el levantamiento de Greensboro en 1969 en Carolina del Norte, junto con los disturbios del gueto (1964-1969), un grupo de disturbios que incluye el largo y caluroso verano de 1967 y los disturbios del asesinato de King en 1968, que causaron violencia masiva, saqueos y daños duraderos en las comunidades afroamericanas.

## Historia

### Limpieza racial y étnica
La limpieza racial y étnica se cometió a gran escala tras el fin de la revolución americana durante el primer periodo de la historia de Estados Unidos, sobre todo contra los indios americanos, que fueron expulsados de sus tierras y reubicados en reservas. Junto a ellos, los chinoamericanos del noroeste del Pacífico y los afroamericanos de todo Estados Unidos (sobre todo en el sur del país) fueron detenidos y expulsados de las ciudades bajo la amenaza de las turbas, que con frecuencia pretendían dañar a sus objetivos afroamericanos.

### Genocidio de los pueblos indígenas de California
Tras la transición de California a estado, el gobierno del estado de California, incitó, ayudó y financió a mineros, colonos, rancheros y milicias populares para esclavizar, secuestrar o asesinar a una gran parte de los indígenas de California, a los que a veces se llamaba despectivamente «Cavadores», por su práctica de desenterrar raíces para comer. El gobernador de California Peter Hardeman Burnett predijo en 1851: "Es de esperar que se siga librando una guerra de exterminio entre las dos razas hasta que la raza india se extinga. Aunque no podemos anticipar el resultado sino con doloroso pesar, el inevitable destino de la raza está más allá del poder y la sabiduría del hombre para evitarlo".
Las fuerzas del estado de California, las milicias privadas, las reservas federales y secciones del Ejército de EE. UU. participaron en la campaña que causó la muerte de muchos indios californianos; los gobiernos estatal y federal pagaron millones de dólares a las milicias para que asesinaran a los indios, mientras que muchos murieron de hambre en las reservas federales debido a que su distribución calórica se redujo de 480-910 a 160-390 y entre 1.680 y 3.741 indios californianos fueron asesinados por el propio Ejército de EE. UU.. Entre 1850 y 1852 el estado se apropió de casi un millón de dólares para las actividades de las milicias, y entre 1854 y 1859 el estado se apropió de otros 500.000 dólares, casi la mitad de los cuales fueron reembolsados por el gobierno federal. Guenter Lewy, famoso por la frase «Al final, el triste destino de los indios de América no representa un crimen sino una tragedia, que implica una colisión irreconciliable de culturas y valores» escribió que lo ocurrido en California puede constituir un genocidio: «algunas de las masacres de California, en las que tanto los autores como sus partidarios reconocieron abiertamente el deseo de destruir a los indios como entidad étnica, podrían considerarse, en virtud de los términos de la convención, como muestras de intención genocida».
Según una estimación, al menos 4.500 indios californianos fueron asesinados entre 1849 y 1870. El historiador contemporáneo Benjamin Madley ha documentado el número de indios californianos asesinados entre 1846 y 1873; estima que durante este periodo al menos entre 9.400 y 16.000 indios californianos fueron asesinados por no indios. La mayoría de las muertes se produjeron en lo que él define como más de 370 masacres (definidas como el «asesinato intencionado de cinco o más combatientes desarmados o no combatientes en su mayoría desarmados, incluyendo mujeres, niños y prisioneros, ya sea en el contexto de una batalla o de otro modo»). El profesor Ed Castillo, de la Universidad Estatal de Sonoma, estima que murieron más: «El trabajo de estos escuadrones de la muerte bien armados, combinado con la matanza generalizada de indios a manos de mineros, dio como resultado la muerte de 100.000 indios en los dos primeros años de la fiebre del oro».
Se han escrito numerosos libros sobre el genocidio indio de California, como Genocide and Vendetta: The Round Valley Wars in Northern California, de Lynwood Carranco y Estle Beard, Murder State: California's Native American Genocide, 1846-1873, de Brendan C. Lindsay, y An American Genocide: The United States and the California Indian Catastrophe, 1846-1873, de Benjamin Madley, entre otros. El libro de Madley hizo que el gobernador de California, Jerry Brown, reconociera el genocidio. En un discurso ante representantes de los pueblos nativos americanos en junio de 2019, el gobernador de California, Gavin Newsom, pidió perdón por el genocidio. Newsom dijo: "Eso es lo que fue, un genocidio. No hay otra forma de describirlo. Y así es como debe describirse en los libros de historia".

### Violencia contra los inmigrantes
En Estados Unidos se han producido disturbios definidos por la «raza» entre grupos étnicos al menos desde el siglo XVIII, y puede que también antes. A principios y mediados del siglo XIX, se produjeron violentos disturbios entre «nativistas» protestantes e inmigrantes católicos irlandeses recién llegados.
Los Movimientos de Vigilancia de San Francisco de 1851 y 1856 se han descrito como respuestas a la delincuencia desenfrenada y la corrupción del gobierno. Pero, desde finales del siglo XIX, los historiadores han señalado que los vigilantes tenían un sesgo nativista; atacaban sistemáticamente a los inmigrantes irlandeses y, más tarde, a los mexicanos y chilenos que llegaron como mineros durante la Fiebre del Oro de California, así como a los inmigrantes chinos. A principios del siglo XX, los blancos cometieron actos de violencia racial o étnica contra filipinos, japoneses y armenios, todos ellos llegados a California durante oleadas de inmigración.
A finales del siglo XIX y principios del XX, los inmigrantes italianos fueron objeto de violencia racial. En 1891, once italianos fueron linchados por una turba de miles de personas en Nueva Orleans. En la década de 1890, un total de veinte italianos fueron linchados en el Sur.

### Reconstrucción (1863-1877)
Al finalizar la Guerra Civil estadounidense, las fuerzas políticas antiesclavistas exigieron derechos para los ex esclavos. Esto condujo a la aprobación de las enmiendas 14 y 15, que teóricamente concedían a los afroamericanos y a otros varones pertenecientes a minorías la igualdad y el derecho al voto. Aunque en un principio el gobierno federal estacionó tropas en el Sur para proteger estas nuevas libertades, esta época de progreso se vio truncada.
En 1877, el Norte había perdido su voluntad política en el Sur y, aunque la esclavitud había desaparecido, las leyes de Jim Crow borraron la mayor parte de las libertades que garantizaban las enmiendas 14 y 15. Mediante violentas tácticas económicas y tecnicismos legales, fueron eliminados gradualmente del proceso de votación.

### Época de linchamientos y disturbios raciales (1878-1939)

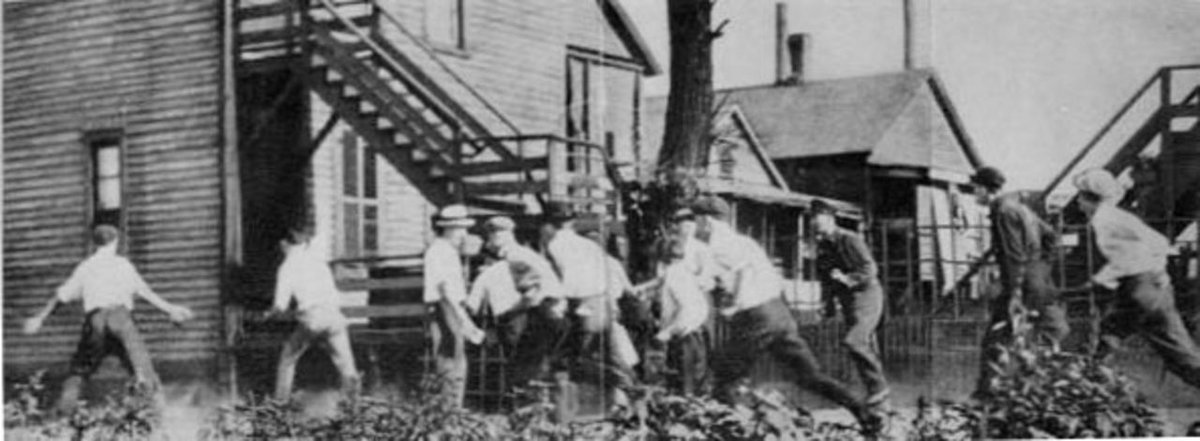
Una pandilla blanca en busca de negros durante los disturbios raciales de Chicago de 1919.

El linchamiento se define como «una forma de violencia en la que una turba, con el pretexto de administrar justicia sin juicio previo, ejecuta a un presunto delincuente, a menudo tras infligirle torturas y mutilaciones corporales».  Era una forma de asesinato especialmente ritual y en él solían participar la mayoría de los miembros de la comunidad blanca local. Los linchamientos a veces se anunciaban con antelación y con frecuencia se convertían en linchamientos espectáculo que el público podía presenciar. El número de linchamientos en Estados Unidos descendió desde la década de 1880 hasta la de 1920, pero todavía se producía una media de unos 30 linchamientos al año durante la década de 1920. Un estudio de 100 linchamientos realizado entre 1929 y 1940 reveló que al menos un tercio de las víctimas eran inocentes de los delitos de los que se les acusaba.

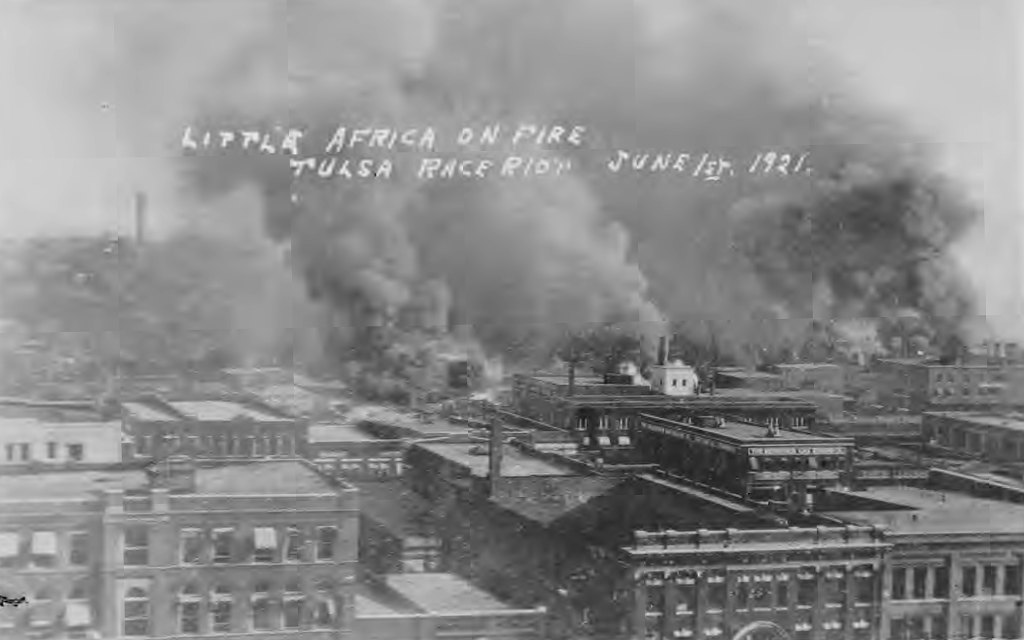
Edificios en llamas durante la masacre racial de Tulsa de 1921.

Los conflictos laborales y de inmigración fueron fuentes de tensiones que sirvieron de catalizadores para los disturbios de East St. Louis de 1917. Los alborotadores blancos mataron a entre 39 y 150 residentes negros de East St. Louis, después de que unos residentes negros mataran a dos policías blancos al confundir el coche en el que viajaban con otro coche lleno de ocupantes blancos que previamente habían atravesado un barrio negro y disparado sus armas al azar contra una multitud de negros. Otros disturbios raciales de blancos contra negros fueron los de Atlanta (1906), los de Omaha y Chicago (1919), algunos de una serie de disturbios que se produjeron en el volátil ambiente posterior a la Primera Guerra Mundial, y la masacre de Tulsa (1921).
Los disturbios raciales de Chicago de 1919 surgieron de las tensiones existentes en la zona sur, donde irlandeses y negros vivían hacinados en viviendas precarias y competían entre sí por los puestos de trabajo en los corrales. Los estadounidenses de origen irlandés llevaban más tiempo viviendo en la ciudad y también se organizaban en torno a clubes deportivos y políticos. A finales de julio estalló la violencia en toda la ciudad. Turbas blancas, muchas de ellas organizadas en torno a clubes atléticos irlandeses, tiraron a los negros de los tranvías, atacaron comercios negros y golpearon a las víctimas. Las autoridades municipales cerraron el sistema de tranvías, pero los disturbios continuaron. Un total de 23 negros y 15 blancos resultaron muertos.
La masacre racial de Tulsa de 1921 tuvo lugar en Greenwood, que era un próspero barrio negro de Tulsa, Oklahoma, donde vivían unos 10.000 residentes negros y al que con frecuencia se llamaba el Wall Street negro de Estados Unidos.  El motín racial se precipitó tras el arresto, el 31 de mayo de 1921, de Dick Rowland, un limpiabotas de 19 años acusado de atacar en unos grandes almacenes a Sarah Page, una ascensorista blanca de 17. El 1 de junio, un enfrentamiento entre grupos negros y blancos a las puertas del juzgado desembocó en un tiroteo en el que murieron 10 blancos y 2 negros. El grupo negro se retiró al distrito de Greenwood. Posteriormente, una turba de blancos atacó comercios, viviendas y residentes negros en el distrito de Greenwood. El ataque dejó más de 35 manzanas quemadas, más de 800 heridos y entre 100 y 300 muertos. La Guardia Nacional de Oklahoma también detuvo a más de 6.000 residentes negros, que fueron trasladados a varios centros de internamiento.

### Derechos civiles (1940-1971)
Aunque la administración Roosevelt, bajo una enorme presión, produjo propaganda antirracista y ayudó a impulsar el empleo de afroamericanos en algunos casos, los afroamericanos seguían sufriendo una inmensa violencia, sobre todo en el Sur. En marzo de 1956, el senador estadounidense Sam Ervin, de Carolina del Norte, creó el Manifiesto del Sur, que prometía luchar por mantener vivo el Jim Crow por todos los medios legales.
Esta continuación del apoyo a Jim Crow y a las leyes de segregación dio lugar a protestas en las que muchos afroamericanos fueron heridos violentamente al aire libre en comedores, autobuses, colegios electorales y zonas públicas locales. Estas protestas no destruyeron el racismo, pero impidieron que se expresara abiertamente y obligaron a expresarlo en términos lingüísticos más codificados o metafóricos.
En la década de 1960, décadas de fuerzas raciales, económicas y políticas, que generaron pobreza en el centro de las ciudades, dieron lugar a disturbios raciales en zonas minoritarias de ciudades de todo Estados Unidos. La paliza y supuesta muerte a manos de la policía del taxista John Smith desencadenó los disturbios de Newark en 1967. Este suceso se convirtió, per cápita, en uno de los disturbios civiles más mortíferos de la década de 1960. Las causas a largo y corto plazo de los disturbios de Newark se analizan en profundidad en el documental Revolution '67 y en muchos reportajes de la época. Los disturbios de Newark se extendieron por todo Estados Unidos en la mayoría de las grandes ciudades y se registraron más de 100 muertes. Muchos barrios de esas ciudades quedaron destruidos. El asesinato en abril de 1968 de Martin Luther King Jr. en Memphis, Tennessee, y el asesinato en junio de Robert F. Kennedy en Los Ángeles también provocaron disturbios en todo el país con muertes masivas similares. Durante el mismo periodo de tiempo, y desde entonces, se ha informado de numerosos actos violentos cometidos contra iglesias afroamericanas.

### Edad moderna (1972-presente)
En la actualidad, la violencia racial ha cambiado drásticamente, ya que los actos de racismo abiertamente violentos son menos frecuentes, pero los actos de brutalidad policial y el encarcelamiento masivo de minorías raciales siguen siendo problemas importantes en Estados Unidos. La guerra contra las drogas se ha señalado como causa directa del espectacular aumento del número de encarcelamientos en el sistema penitenciario del país, que ha pasado de 300.000 en 1980 a más de 2.000.000 en 2000, aunque no explica las tasas desproporcionadamente altas de homicidios y delincuencia afroamericana, que alcanzaron su punto máximo antes de que comenzara la Guerra contra las Drogas.
Durante las décadas de 1980 y 1990 se produjeron una serie de disturbios relacionados con tensiones raciales de larga duración entre la policía y las comunidades minoritarias. Los disturbios de Miami de 1980 fueron catalizados por el asesinato de un automovilista afroamericano a manos de cuatro agentes blancos de la policía de Miami-Dade. Posteriormente fueron absueltos de los cargos de homicidio involuntario y manipulación de pruebas. Del mismo modo, los disturbios de Los Ángeles de 1992, que duraron seis días, estallaron tras la absolución de cuatro agentes blancos de la policía de Los Ángeles que habían sido filmados golpeando a Rodney King, un automovilista afroamericano. Khalil Gibran Muhammad, director del Centro Schomburg para la Investigación de la Cultura Negra, con sede en Harlem, ha identificado más de 100 casos de violencia racial masiva en Estados Unidos desde 1935 y ha señalado que casi todos ellos fueron precipitados por un incidente policial.
Los disturbios de Cincinnati de 2001 fueron provocados por el asesinato de Timothy Thomas, afroamericano de 19 años, a manos del policía blanco Stephen Roach, que posteriormente fue absuelto de los cargos de homicidio por negligencia. Los disturbios de Ferguson de 2014 se produjeron en un contexto de tensión racial entre la policía y la comunidad negra de Ferguson (Misuri) a raíz del tiroteo policial contra Michael Brown; incidentes similares en otros lugares, como el asesinato de Trayvon Martin, desencadenaron protestas más pequeñas y aisladas. Según la encuesta anual de Associated Press a directores y editores de noticias de Estados Unidos, la noticia principal de 2014 fueron los asesinatos policiales de personas negras desarmadas, incluido Brown, así como las investigaciones y las protestas posteriores. Durante la manifestación Unite the Right de 2017, un asistente condujo su coche contra una multitud que protestaba contra la manifestación, matando a Heather D. Heyer, de 32 años, e hiriendo a otras 19 personas, y fue acusado de delitos federales de odio.
En 2020, la muerte de Breonna Taylor a manos de la policía y los asesinatos de Ahmaud Arbery y George Floyd provocaron disturbios raciales en Estados Unidos por el racismo sistémico y la brutalidad policial contra los afroamericanos. Los disturbios del verano se saldaron con destrucción de propiedades, saqueos masivos, retirada de monumentos e incidentes de violencia por parte de los contramanifestantes y la policía en todo Estados Unidos. La administración Trump condenó la violencia durante el movimiento y respondió amenazando con sofocar las manifestaciones, por lo que suscitó críticas. En junio, el presidente Donald Trump amenazó con utilizar el ejército para dispersar a los manifestantes invocando la Ley de Insurrección de 1807. Finalmente, se desplegaron fuerzas del orden federales para ayudar a las autoridades locales y proteger la propiedad pública en Washington D. C..

## Cronología de los acontecimientos

### Periodo nativista (1700-1860)
- 1811: Sublevación de la costa alemana (Luisiana)
- 1814: Disturbios raciales antihispanos con marineros, (Boston)[45]
- 1823: Los nativistas lanzan una redada contra un barrio irlandés, (Boston)[45]
- 1824: Disturbios en Hard Scrabble y Snow Town, 1824 y 1831 respectivamente, Providence, Rhode Island
- 1826: Múltiples incursiones en barrios irlandeses, (Boston)[45]
- 1828: Disturbios entre protestantes ingleses/irlandeses contra católicos irlandeses en South Boston, (Boston).[45]
- 1829: Disturbios en Cincinnati de 1829 (Cincinnati). Los disturbios contra los afroamericanos provocan la marcha de miles de personas a Canadá.
- 1829: Disturbios anticatólicos de Boston (Boston) Atacan casas de católicos irlandeses, apedreándolas durante tres días.[46]
- 1831: Rebelión de los esclavos de Nat Turner (condado de Southampton, Virginia)
- 1831: Nativistas atacan iglesia irlandesa, (Boston)[45]
- 1832: Nativistas atacan a irlandeses en la calle Merrimack, (Boston)[45]
- 1832: 31 de diciembre, revoltosos chocan con la guardia que protegía los hogares irlandeses, (Boston)[45]
- 1833: 29 de noviembre, disturbios nativistas en Charlestown, (Charlestown, Massachusetts)[45]
- 1833: 7-8 de diciembre, disturbios nativistas en Charlestown, (Charlestown, Massachusetts)[45]
- 1834: Disturbios en el convento de las Ursulinas (Charlestown, Massachusetts, cerca de Boston)
- 1834: Disturbios antiabolicionistas en Nueva York (1834)[47]
- 1834: Ataque al internado femenino de Canterbury, Canterbury, Connecticut
- 1834: Disturbios anticatólicos en Bangor, Bangor, Maine
- 1835: Gentleman's Riot, numerosos disturbios a lo largo de 1835 contra los abolicionistas,[48] Boston, Massachusetts
- 1835: Motín de Snow (Washington, D. C.)
- 1835: Disturbios en Five Points (Nueva York)
- 1835: Destrucción de la Academia Noyes, Canaan, New Hampshire
- 1836: Disturbios de Cincinnati de 1836 (Cincinnati)
- 1837: Disturbios de Broad Street (Boston)
- 1837: Disturbios de Montgomery Guards (Boston)
- 1837: Asesinato de Elijah Lovejoy
- 1838: Incendio de Pennsylvania Hall
- 1841: Disturbios de Cincinnati de 1841 (Cincinnati)
- 1842: Disturbios de Lombard Street, (también conocidos como los Disturbios de la Abolición), 1 de agosto, Filadelfia
- 1842: Disturbios por la abolición de Muncy de 1842
- 1844: Disturbios nativistas de Filadelfia (6-8 de mayo y 5-8 de julio), Filadelfia
- 1844: Disturbios en Brooklyn, ocurridos el 4 de abril entre nativistas e inmigrantes irlandeses.[49]
- 1846: Disturbios nativistas, (Boston, Massachusetts)[45]
- 1849: Disturbios en Astor Place, entre inmigrantes y nativistas
- 1851: Disturbios antialemanes en Hoboken,
- 1853: Disturbios de 1853 en Cincinnati (Cincinnati, disturbios anticatólicos de protestantes alemanes y liberales)
- 1854: Bath, Maine, disturbios anticatólicos de 1854 (Bath, Maine)
- 1854: Disturbios nativistas de San Luis (San Luis, disturbios católicos anti-irlandeses)
- 1854: 26 de mayo, rescate fallido del esclavo fugitivo Anthony Burns con el motín dirigido por abolicionistas, (Boston).[45]
- 1854: 7 de mayo, motín nativista de "Angel Gabriel" Orr, (Boston).[45]
- 1854: Junio, reyerta de seguidores de Orr con irlandeses, (Boston).[45]
- 1855: Masacre de Rogue River; inmigrantes chinos asesinados por tribus nativas americanas en relación con las Guerras del río Rogue en Rogue River, Oregón
- 1855: Bangor know-nothing/nativist riot; los irlandeses y sus tabernas fueron blanco de ataques del partido know-nothing en una combinación de actitudes antiinmigrantes y protemperancia, Bangor, Maine
- 1855: Bloody Monday (Louisville, Kentucky, disturbios antialemanes e irlandeses)
- 1855: Disturbios de la cerveza Lager (Chicago, provocados por el aumento de los impuestos sobre el alcohol a los inmigrantes irlandeses y alemanes)
- 1855: Disturbios nativistas de Cincinnati (Cincinnati, disturbios antialemanes)
- 1856: Batalla de Seattle (1856), 26 de enero, ataque de tribus nativas americanas contra Seattle
- 1856: Disturbios Know-Nothing de Baltimore de 1856, disturbios católicos antiirlandeses
- 1856: Movimiento de Vigilancia de San Francisco, San Francisco (tintes nativistas)
- 1857: Disturbios nativistas en DC (Washington D. C.)
- 1857: Disturbios de los Conejos Muertos (Nueva York, disturbios contra los católicos irlandeses)
- 1858: Disturbios nativistas en Nueva Orleans (Nueva Orleans, disturbios contra los católicos irlandeses)

### Periodo de la Guerra Civil (1861-1865)
- 1862: Disturbios de Búfalo de 1862 (Búfalo, Nueva York), 12 de agosto, disturbios de estibadores alemanes e irlandeses por falta de paga de los patrones de los muelles.
- 1863: Masacre de Bear River (cerca de Preston, Idaho), 29 de enero, tras varios años de violentos enfrentamientos, el ejército estadounidense atacó un campamento shoshone, matando a más de doscientos indígenas americanos.
- 1863: Disturbios raciales en Detroit (Detroit), 6 de marzo, protestas de la clase obrera por el reclutamiento militar para la Guerra Civil.
- 1863: Disturbios del reclutamiento en Nueva York, del 13 al 16 de julio, también conocidos como «Disturbios del reclutamiento en Manhattan» o «Semana del reclutamiento», estalló la violencia entre la clase obrera del Bajo Manhattan tras la aprobación por el Congreso de nuevas leyes de reclutamiento para la Guerra Civil. Los manifestantes blancos acabaron dirigiendo sus ataques contra los negros.
- 1864: Masacre de Sand Creek, 29 de noviembre, también conocida como «la masacre de Chivington», «la batalla de Sand Creek» o «la masacre de los indios cheyennes», el Tercio de Caballería de Colorado del ejército estadounidense atacó y destruyó un campamento de cheyennes y arapahoes que buscaban la protección del ejército en el sureste del territorio de Colorado, matando y mutilando hasta 600 nativos americanos, de los cuales aproximadamente dos tercios eran mujeres y niños.

### Posguerra Civil y Reconstrucción (1865-1877)
- 1866: Masacre de Nueva Orleans de 1866 (Nueva Orleans), 30 de julio
- 1866: Masacre del río Owyhee; un grupo de mineros chinos viajeros fueron atacados por una partida de guerra Paiute, en la que murieron 49 mineros chinos, Arock, Oregón
- 1866: Disturbios de Memphis de 1866 (Memphis, Tennessee), del 1 al 3 de mayo, principalmente irlandeses contra afroamericanos.
- 1868: Disturbios de Pulaski (Pulaski, Tennessee), 7 de enero.
- 1868: Masacre de Bernard Parish  (St. Bernard Parish, Luisiana), 25 de octubre.[50]
- 1868: Masacre de Opelousas (Opelousas, Luisiana), 28 de septiembre
- 1868: Disturbios raciales en Camilla (Camilla, Georgia), 19 de septiembre
- 1868: Disturbios en Wards Island, 5 de marzo, inmigrantes indigentes irlandeses y germano-americanos, internados temporalmente en Wards Island por los Comisionados de Emigración, inician disturbios tras un altercado entre dos residentes, con el resultado de treinta hombres gravemente heridos y unos sesenta detenidos.[51]
- 1870: Masacre de Marias (río Marias, territorio de Montana), 23 de enero, el ejército estadounidense mata a más de 200 pies negros piegan, en su mayoría ancianos, mujeres y niños.
- 1870: Masacre de Eutaw (Eutaw, Alabama), 25 de octubre
- 1870: Disturbios en Mamaroneck (Mamaroneck, Nueva York), 13 de agosto.
- 1870: Laurens (Carolina del Sur), 20 de octubre.[52]
- 1870: Guerra Kirk-Holden: (Condado de Alamance, Carolina del Norte), julio - noviembre, tropas federales, dirigidas por el coronel Kirk y solicitadas por el gobernador de Carolina del Norte, Holden, fueron enviadas para extinguir la violencia racial. Holden fue finalmente destituido a causa de la ofensiva.
- 1870: Disturbios de Orange en Nueva York, 12 de julio.
- 1871: Disturbios raciales en Meridian, (Meridian, Misisipi), marzo.
- 1871: Segundo motín Orange de Nueva York, 12 de julio.
- 1871: Disturbios antichinos en Los Ángeles (Los Ángeles), 24 de octubre, una turba mixta de mexicanos y blancos asesina a entre 17 y 20 chinos en el mayor linchamiento masivo de la historia de Estados Unidos.
- 1871: Disturbios del carbón en Scranton, se producen actos violentos entre miembros en huelga de un sindicato de mineros en Scranton, Pensilvania, cuando mineros galeses atacan a mineros irlandeses y germano-americanos que decidieron abandonar el sindicato y aceptar las condiciones ofrecidas por las compañías mineras locales.[53]
- 1872: Masacre de Pattenburg, en el arroyo Muthockaway, condado de Hunterdon, Nueva Jersey. Obreros negros que trabajaban en la granja de la Sra. Carter son atacados cuando regresaban a sus chabolas después del trabajo por obreros irlandeses que habían estado trabajando en un túnel cercano. Tres hombres negros, Denis Powel, Oscar Bruce y otro hombre negro mayor, son tiroteados y golpeados hasta quedar irreconocibles. Otros tres hombres negros de la masacre fueron detenidos, mientras que sus agresores permanecieron en libertad.[54]
- 1873: Masacre de Colfax (Colfax, Luisiana), 13 de abril.
- 1874: Masacre de Vicksburg (Vicksburg, Misisipi), 7 de diciembre, ataque contra ciudadanos negros, el número de muertos se estima entre 75 y 300 personas.[55]
- 1874: Masacre electoral de 1874 (Eufaula, Alabama), 3 de noviembre.
- 1874: Batalla de Liberty Place (Nueva Orleans), 14 de septiembre,[56] tras unas disputadas elecciones a gobernador, los demócratas tomaron los edificios del estado durante tres días.
- 1874: Masacre de Coushatta (Coushatta, Luisiana), agosto.
- 1875: Disturbios en Clinton (Masacre) (Clinton, Misisipi), septiembre.[57]
- 1876: Violencia en todo el estado de Carolina del Sur (Hamburg, Charleston, Ellenton, Cainhoy, Edgefield, Mt. Pleasant y Beaufort, Carolina del Sur), julio - noviembre
- 1876: Masacre de Hamburg, (Hamburg, Carolina del Sur), julio.
- 1876: Disturbios de Ellenton, (Ellenton, Carolina del Sur), septiembre.
- 1877: Disturbios de San Francisco de 1877 (San Francisco), del 23 al 25 de julio, pogromo de tres días contra los inmigrantes chinos.

### Periodo Jim Crow (1877-1914)
- 1877: Un grupo de hombres blancos quema el barracón de los trabajadores chinos, los roba y los asesina, (Chico, California)
- 1878: Reno Chinatown quemado hasta los cimientos, Reno, Nevada
- 1880: Disturbios en Denver; una turba de votantes demócratas se amotina contra residentes chinos en los que uno resulta muerto, Denver
- 1881: Linchamiento masivo de tres mexicanos acusados de asesinato, (Los Lunas, Condado de Valencia, Nuevo México)[58]
- 1882: Asesinato en masa de mineros chinos por mineros blancos que intentaban robarles, en el que murieron 4, Hamer, Idaho
- 1885: Masacre de Rock Springs (Rock Springs, Wyoming), 2 de septiembre, masacre de mineros chinos inmigrantes a manos de mineros blancos inmigrantes
- 1885: Linchamiento masivo de cinco mineros chinos, Pierce, Idaho
- 1885: Expulsión de chinos de Eureka, Eureka, California
- 1885: Ataque a los trabajadores chinos de Squak Valley, Issaquah, Washington
- 1885: Disturbios antichinos en Coal creek (Newcastle, Washington)
- 1885: Disturbios en Tacoma (Tacoma, Washington), 3 de noviembre, expulsión por la fuerza de la población china
- 1885: Incendio del barrio chino y de otros 25 edificios por un valor total de 35.000 dólares, expulsión forzosa de los chinos, (Tulare, California)
- 1885: Chinatown quemado hasta los cimientos, (Pasadena, California)
- 1885: La mafia intenta quemar Chinatown, (Modesto, California)
- 1885: Purga antichina en Black Diamond, Black Diamond, Washington
- 1886: Disturbios en Seattle (Seattle), 6-9 de febrero
- 1886: Disturbios antichinos, Olympia, Washington
- 1886: Una turba quema casas de chinos y los expulsa, (Marysville, California)
- 1886: Expulsión forzosa de rancheros chinos, (Nicolaus, California)
- 1886: Expulsión de chinos de Redding, Redding, California
- 1886: Expulsión de chinos de Red Bluff, Red Bluff, California
- 1886: Disturbios en Pittsburgh (Pittsburgh), 19 de septiembre
- 1886: Purga antichina en Albina y East Portland (Portland, Oregón)
- 1886: Expulsión antichina de Oregon City, Oregon City, Oregón
- 1886: Dos muertos en la expulsión forzosa de mineros chinos al mar, (Juneau, Alaska)
- 1887: Disturbios en Denver (Denver), 10 de abril, los enfrentamientos entre inmigrantes suecos, húngaros y polacos se saldan con la muerte a tiros de un hombre y varios heridos antes de ser disueltos por la policía.[59]
- 1887: Chinatown quemado hasta los cimientos, (Dutch Flat, California)
- 1887: Masacre de Hells Canyon (o Snake River Massacre) (Chinese Massacre Cove, Wallowa County, Oregón), 27-28 de mayo, masacre de treinta y cuatro mineros de oro chinos.
- 1887: Masacre de Thibodaux (Thibodaux, Luisiana), 23 de noviembre, huelga de 10.000 trabajadores de la caña de azúcar a la que se opusieron fuerzas paramilitares blancas locales, que se amotinaron y mataron a unos 50 afroamericanos.
- 1887: Incendio del barrio chino, (San José, California)
- 1889: Disturbios en Forrest City, 18 de mayo, Forrest City, Arkansas[60]
- 1889: Disturbios en Jesup, 25 de diciembre, Jesup, Georgia[61]
- 1890: Masacre de Wounded Knee (Wounded Knee Creek, Dakota del Sur), 29 de diciembre, el ejército estadounidense mata a casi 300 indígenas lakota desarmados.
- 1891: Linchamientos de Nueva Orleans (Nueva Orleans) 14 de marzo, una turba de linchadores asaltó una cárcel local y ahorcó a 11 italianos tras la absolución de varios inmigrantes sicilianos presuntamente implicados en el asesinato del jefe de policía de Nueva Orleans David Hennessy.
- 1891: Linchamiento de Joe Coe (Omaha, Nebraska), el 10 de octubre, una turba linchó a Joe Coe, un trabajador negro sospechoso de atacar a una joven blanca del sur de Omaha. Al parecer, unas 10.000 personas blancas, en su mayoría inmigrantes étnicos del sur de Omaha, inundaron el juzgado y le prendieron fuego. Sacaron a Coe de su celda, lo golpearon y luego lo lincharon. Al parecer, 6.000 personas contemplaron el cadáver de Coe durante una exhibición pública, en la que se vendieron trozos de la cuerda del linchamiento como recuerdo.[62]
- 1893: Disturbios en el valle de Napa; se forma un sindicato de trabajadores blancos y expulsan por la fuerza a los trabajadores chinos de los huertos de ciruelos, (Napa, California)
- 1893: Disturbios en Fresno; una turba de blancos ataca a vendimiadores chinos y deja a un trabajador en estado crítico, (Fresno, California)
- 1893: Disturbios en Redlands; se ordenó a los chinos que se marcharan por la noche, más tarde se formó una turba blanca que quemó y saqueó Chinatown, (Redlands, California)
- 1894: Disturbios de 1894 en Buffalo, Nueva York (Buffalo, Nueva York), 18 de marzo, dos grupos de irlandeses e italoamericanos fueron detenidos por la policía tras pelearse después de una pelea en un bar. Después de que la turba fuera dispersada por la policía, cinco italianos fueron arrestados mientras que otros dos fueron enviados a un hospital local.[63]
- 1894: Huelga de los mineros del carbón bituminoso (Colorado, Illinois, Ohio, Pensilvania y Virginia Occidental), abril-junio, Gran parte de la violencia en esta huelga nacional no fue específicamente racial. En Iowa, donde los empleados de Consolidation Coal Company (Iowa) se negaron a sumarse a la huelga, el enfrentamiento armado entre huelguistas y rompehuelgas adquirió tintes raciales porque la mayoría de los empleados de Consolidation eran afroamericanos. Se movilizó a la Guardia Nacional para evitar una guerra abierta.[64][65][66]
- 1895: Disturbios de los estibadores de Nueva Orleans (Nueva Orleans), 11-12 de marzo
- 1895: Disturbios raciales de Spring Valley de 1895
- 1895: 4 de julio, disturbios de los Orangemen contra los católicos irlandeses, (Boston)[45]
- 1896: Disturbios en la fábrica textil de Newmarket en 1896, estadounidenses contra trabajadores inmigrantes franceses; del 18 de julio al 21 de octubre de 1896; el 10% de los edificios de Newmarket, New Hampshire, fueron incendiados.
- 1896: Linton, Indiana 300 negros rompehuelgas son expulsados de la ciudad minera de Linton después de que uno de los rompehuelgas disparara a un niño blanco. Finalmente se prohibió a los negros vivir en todo el condado de Greene.[67]
- 1896: Linchamiento masivo de italianos, (Hahnville, Luisiana)
- 1897: Masacre de Lattimer, septiembre de 1897, cerca de Hazleton, Pennsilvania
- 1898: Linchamiento de Frazier B. Baker y Julia Baker (Lake City, Carolina del Sur), 22 de febrero
- 1898: Disturbios en las elecciones de Phoenix (cerca del condado de Greenwood, Carolina del Sur), 8 de noviembre
- 1898: Insurrección de Wilmington (Wilmington, Carolina del Norte), 10 de noviembre, un grupo de demócratas trató de eliminar a los afroamericanos de la escena política, y lo hizo lanzando una campaña en la que acusaban a hombres afroamericanos de agredir sexualmente a mujeres blancas. Unos quinientos hombres blancos atacaron e incendiaron la oficina de Alex Manly, editor de un periódico que sugería que los hombres afroamericanos y las mujeres blancas mantenían relaciones consentidas. Catorce afroamericanos resultaron muertos.[68]
- 1899: Disturbios en Pana, 10 de abril, conflicto laboral en una mina de carbón; 7 muertos, 6 heridos, Pana, Illinois
- 1899: Disturbios raciales en Newburgh, Nueva York (Newburgh, Nueva York), 28 de julio, enfadados por la contratación de trabajadores afroamericanos, un grupo de 80-100 obreros árabes atacan a afroamericanos cerca del astillero de ladrillos Freeman & Hammond, con numerosos heridos en ambos bandos.[69]
- 1899: Linchamiento masivo de italianos, (Tallulah, Luisiana)
- 1899: Carterville, Illinois Se produce un violento tiroteo entre mineros blancos en huelga y mineros negros no sindicados que fueron llevados a Carterville como rompehuelgas. Cinco mineros negros resultan muertos. Todos los mineros negros supervivientes abandonaron Carterville poco después del motín.[70]
- 1900: Disturbios raciales en Nueva York, ocurridos del 15 al 17 de agosto tras la muerte de un agente de policía blanco encubierto, Robert J. Thorpe, causada por Arthur Harris, un hombre negro.[71]
- 1900: Disturbios en Robert Charles (Nueva Orleans, Luisiana), del 24 al 27 de julio
- 1900: Disturbios raciales en Tenderloin (Manhattan, Nueva York), agosto
- 1900: Incendio del lago Burt (cerca de Cheboygan, Michigan), 15 de octubre, la policía y una turba de hombres blancos incendiaron un poblado de nativos americanos, a instancias de un promotor privado que reclamaba la propiedad de la zona.
- 1901: Pierce City, Misuri 300 residentes negros fueron expulsados después de que los residentes blancos lincharan a tres hombres negros por presuntamente matar a una mujer blanca.
- 1902: Disturbios en el funeral del rabino Joseph (Nueva York), 30 de julio, Disturbios antisemitas iniciados por trabajadores de una fábrica alemana y policías de la ciudad contra miles de judíos que asistían al funeral de Jacob Joseph.
- 1902: Decatur, Indiana. Una turba de 50 hombres obliga a los residentes negros a abandonar Decatur.[72]
- 1903: Disturbios raciales en Evansville, Indiana.[73]
- 1903: Joplin, Misuri. Los residentes blancos expulsaron a los residentes negros de Joplin tras el linchamiento de un transeúnte negro por el asesinato de un policía blanco.[74]
- 1904: Springfield, OH - Disturbios raciales en Springfield en 1904.[75]
- 1905: Harrison, Arkansas. Provoca la expulsión de los residentes negros de Harrison.[76]
- 1906: Springfield, OH - Disturbios raciales en Springfield en 1906.[75]
- 1906: Brownsville affair (Brownsville raid) (Brownsville, Texas), 12-13 de agosto.
- 1906: Masacre de Atlanta de 1906 (Atlanta), 22-24 de septiembre, después de que dos periódicos publicaran historias sobre hombres afroamericanos que supuestamente agredían a mujeres blancas antiafroamericanas, estalló la violencia. Aproximadamente 10.000 hombres y niños blancos tomaron las calles, con el resultado de la muerte de entre 25 y 100 afroamericanos, además de cientos de heridos y muchos negocios destruidos.[68]
- 1906: Disturbios raciales en Argenta (Little Rock, Arkansas), del 6 al 9 de octubre, comenzaron cuando un policía blanco de Argenta (North Little Rock) mató a un músico negro y otra persona negra resultó muerta; las tensiones raciales aumentaron con el intercambio de disparos, lo que provocó el incendio de media manzana de edificios; los blancos se amotinaron y algunos negros huyeron de la ciudad.[77]
- 1906: (Wahalak y Scooba, Misisipi), diciembre.[78]
- 1907: (Yazoo City, Misisipi), 8 de junio.[79][80]
- 1907: Disturbios de Bellingham (Bellingham, Washington), 4 de septiembre
- 1907: Disturbios raciales antijaponeses de San Francisco, San Francisco, 20 de mayo
- 1908: Disturbios raciales de Springfield de 1908 (Springfield, Illinois), 14-16 de agosto
- 1908: Condado de Marshall, Kentucky. Los blancos liderados por un médico local expulsaron a los negros de la ahora extinta ciudad de Birmingham y de la mayor parte del resto del condado de Marshall.
- 1909: Disturbios en Greek Town (South Omaha, Nebraska), 21 de febrero, una próspera comunidad de inmigrantes griegos fue incendiada por blancos étnicos y sus residentes se vieron obligados a abandonar la ciudad.[81]
- 1909: Harrison, Arkansas. Se produjo la expulsión de los residentes negros de Harrison.[76]
- 1910: Disturbios en todo el país tras la pelea por el campeonato de los pesos pesados entre Jack Johnson y Jim Jeffries en Reno, Nevada, el 4 de julio.
- 1910 Masacre de Slocum (alrededor de Slocum, Texas), 29-30 de julio, entre ochocientos y doscientos residentes negros fueron asesinados por cientos de hombres blancos armados. Once hombres blancos fueron arrestados, ninguno fue a juicio.[82]
- 1912: linchamiento y expulsión racial en el condado de Forsyth, Georgia, octubre y meses siguientes.[83]
- 1913: Linchamiento en masa de 9 bandidos mexicanos, (El Paso, Texas)

### Guerras mundiales, periodo de entreguerras y posguerra (1914-1954)

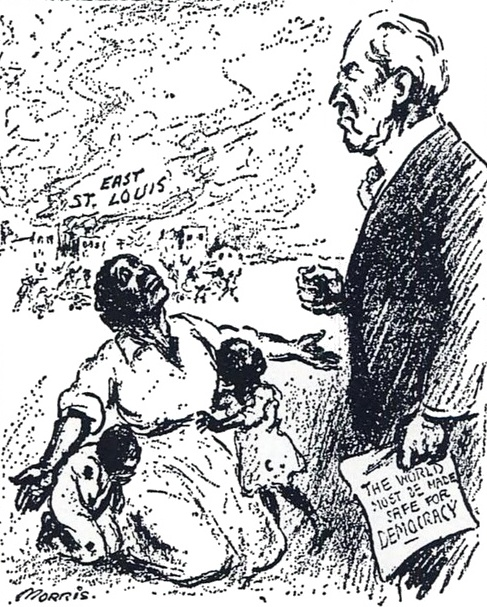
Una caricatura política sobre las masacres del este de San Luis de 1917; la leyenda dice: "Señor Presidente, ¿por qué no hacer que Estados Unidos sea seguro para la democracia?"

- Una caricatura política sobre las masacres del este de San Luis de 1917; la leyenda dice: "Señor Presidente, ¿por qué no hacer que Estados Unidos sea seguro para la democracia?"1915: Disturbios en Leyden. Disturbios antiprotestantes; los católicos se amotinan porque los ministros critican las escuelas parroquiales.
- 1915: Linchamiento masivo de 11 supuestos bandidos mexicanos, (Lyford, Texas)
- 1915: Linchamiento masivo de 10 mexicano-americanos, (Olmito, Texas)
- 1915: Linchamiento masivo de 5 mexicanos, (Culberson, Texas)
- 1915: Linchamiento masivo de 6 mexicanos, (Brownsville, Texas)
- 1915: Linchamiento masivo de 4 mexicanos, (Douglas, Arizona)
- 1917: En Salt Lake City se producen disturbios antigriegos que "casi acaban" con el linchamiento de un inmigrante griego.[84]
- 1917: El Paso, Texas. Los disturbios de Bath de 1917 tuvieron lugar durante dos días, del 28 al 30 de enero. Los disturbios comenzaron después de que a una joven de 17 años llamada Carmelita Torres se le ordenara desembarcar y someterse al proceso de desinfección, pero ella se negó, tras haber oído informes de que se fotografiaba a mujeres desnudas mientras estaban en los baños. Pidió permiso para entrar sin someterse al baño y se lo denegaron. Pidió entonces que le devolvieran el importe del billete y, al negársele, convenció a las demás mujeres del teleférico para que protestaran. Las mujeres empezaron a gritar y a arrojar piedras a los funcionarios de sanidad e inmigración, a los centinelas y a los civiles, que se habían reunido para observar los disturbios. A medida que avanzaban los disturbios, los hombres empezaron a unirse a ellos.
- 1917: Disturbios en East St. El 1 de julio en East St. Louis, Illinois, se rumoreó que un hombre afroamericano había matado a un hombre blanco. La violencia contra los afroamericanos continuó durante una semana y se calcula que murieron entre 40 y 200 afroamericanos. Además, casi 6.000 afroamericanos perdieron sus casas durante los disturbios y huyeron de East St. Louis.[68]
- 1917: Chester, Pensilvania. Los disturbios raciales de Chester de 1917 tuvieron lugar durante cuatro días de julio. La hostilidad de los blancos hacia los negros del sur que se trasladaban a Chester en busca de trabajo en la economía de guerra desembocó en un tumulto de cuatro días provocado por el apuñalamiento de un hombre blanco a manos de un negro. Turbas de cientos de personas se enfrentaron por toda la ciudad y la violencia se saldó con 7 muertos, 28 heridos de bala, 360 detenidos y cientos de hospitalizaciones.[85]
- 1917: Lexington, Kentucky. Ya existían tensiones entre las poblaciones negra y blanca por la falta de viviendas asequibles en la ciudad durante la Gran Migración. El día de los disturbios, el 1 de septiembre, la Colored A.&M. Fair, una de las mayores ferias afroamericanas del sur, en Georgetown Pike, atrajo a la ciudad a más afroamericanos de los alrededores. También durante esta época, algunas tropas de la Guardia Nacional acampaban en las afueras de la ciudad. Tres soldados pasaron por delante de un restaurante afroamericano y empujaron a algunas personas que estaban en la acera. Se produjo una pelea, aparecieron refuerzos tanto para las tropas como para los ciudadanos, y pronto había comenzado un motín. Se convocó a la Guardia Nacional de Kentucky y, una vez finalizados los disturbios, soldados armados a pie y a caballo y policías patrullaron las calles. Al resto de tropas de la Guardia Nacional se les prohibió el acceso a las calles de la ciudad hasta que terminara la feria.[86]
- 1917: Houston. Tras un incidente en el que agentes de policía detuvieron y agredieron a soldados negros, muchos de sus compañeros se amotinaron y marcharon a Houston. Allí abrieron fuego y mataron a once civiles (incluido un menor, Freddie Winkler) y a cinco policías. Cuatro soldados negros murieron por fuego amigo.
- 1918: Filadelfia
- 1918: Porvenir, Texas
- 1919: Verano Rojo. La tensión del verano de 1919 se debió en gran medida a que los soldados blancos que regresaban de la Primera Guerra Mundial se encontraron con que sus puestos de trabajo habían sido ocupados por afroamericanos que se desplazaban hacia el norte como parte de la Gran Migración.[87]
  - Disturbios raciales de Elaine (Elaine, Arkansas)
  - Disturbios raciales de Washington de 1919
  - Disturbios raciales de Jenkins County, Georgia, de 1919
  - Disturbios raciales de Macon, Misisipi
  - Disturbios raciales de Chicago de 1919
  - Disturbios raciales de Baltimore de 1919
  - Disturbios raciales de Omaha de 1919
  - Disturbios raciales de Charleston de 1919
  - Disturbios raciales de Longview, Texas
  - Disturbios raciales de Knoxville de 1919 (Knoxville, Tennessee)
- 1920: Masacre de Ocoee (Ocoee, Florida). Para impedir que los afroamericanos votaran; Ocoee acabó siendo casi todo blanco.
- 1920: West Frankfort, Illinois
- 1921: Disturbios raciales de Springfield de 1921 (Springfield, Ohio)[75]
- 1921: Masacre racial de Tulsa (Tulsa, Oklahoma)

Entre el 31 de mayo y el 1 de junio, una joven blanca acusó a un hombre afroamericano de agarrarla del brazo en un ascensor. El hombre, Dick Rowland, fue detenido y la policía inició una investigación. Una turba de hombres blancos armados se reunió frente al juzgado del condado de Tulsa, donde se produjeron tiroteos. Durante la violencia, se destruyeron 1.250 casas y unos 6.000 afroamericanos fueron encarcelados después de que se llamara a la Guardia Nacional de Oklahoma. El estado de Oklahoma informa de que murieron veintiséis afroamericanos y diez blancos.
- 1922 Masacre de Perry (Perry, Florida)
- 1923: Masacre de Rosewood (Rosewood, Florida)
- 1923: Expulsión dirigida por el Ku Klux Klan de Blanford, Indiana.[88]
- 1926: Disturbios en Harlem en julio de 1926. entre judíos desempleados y puertorriqueños por el empleo y la vivienda. Estos disturbios comenzaron en la calle Ciento Quince (115), entre las avenidas Lenox y Park. Los reservistas de cuatro distritos policiales lucharon durante casi media hora antes de dispersar a una multitud estimada en más de 2.000 personas y traer la paz temporal al barrio.
- 1926: Linchamiento masivo de 4 mexicano-americanos y un austriaco, (Raymondville, Texas).
- 1927: Little Rock, Arkansas: El linchamiento de John Carter, sospechoso de un asesinato, fue seguido de disturbios por parte de 5.000 blancos de la ciudad, que destruyeron una zona comercial negra.[89]
- 1927 Poughkeepsie, Nueva York

Una oleada de disturbios civiles, violencia y vandalismo por parte de turbas blancas locales contra negros, así como contra objetivos griegos, judíos, chinos y puertorriqueños de la comunidad.
- 1927: Valle de Yakima, WA - Disturbios en el valle de Yakima (antifilipinos).[90]
- 1928: Wenatchee Valley - Disturbios antifilipinos en Wenatchee Valley[90]
- 1929: Exeter, NH - Disturbios antifilipinos en Exeter.[91]
- 1930: Disturbios antifilipinos en Watsonville, California
- 1931: Incidente en la casa de Arthur y Edith Lee.
- 1931: Protestas por la vivienda, 3 de agosto, Chicago
- 1931: Disturbios en Hawái, Hawái
- 1933: 17 de diciembre, Chicago. Varios cientos de comunistas atacaron una marcha organizada por inmigrantes ucranianos para protestar contra la política de la Unión Soviética hacia Ucrania. Más de 100 personas resultaron heridas cuando los comunistas arrojaron ladrillos y piedras, además de golpear a la gente con porras.[92]
- 1935: Disturbios raciales en Cincinnati
- 1935: Harlem, Manhattan, Nueva York
- 1939: Disturbios nazis en Nueva York
- 1943: Detroit

A finales de junio estalló una pelea a puñetazos entre un afroamericano y un blanco en un parque de atracciones de Belle Isle. La violencia se intensificó a partir de ese momento y desembocó en tres días de intensos enfrentamientos, en los que intervinieron 6.000 soldados del ejército de Estados Unidos. El resultado fue la muerte de veinticinco afroamericanos, nueve blancos y un total de setecientos heridos.
- 1942: Disturbios en los Hogares Sojourner Truth, 28 de febrero, Detroit, Michigan
- 1943: Disturbios raciales en Beaumont en 1943
- 1943: Harlem, Manhattan, Nueva York
- 1943: Los Ángeles
- 1944: Guam
- 1946: Disturbios raciales de Columbia de 1946, 25-26 de febrero, Columbia, Tennessee
- 1946: Disturbios raciales en Airport Homes, Chicago
- 1947: Disturbios raciales de Fernwood Park, mediados de agosto, Fernwood, Chicago
- 1947: Del 25 al 28 de julio, Chicago, unos 2.000 blancos se reunieron frente a una casa en el 7153 de South Saint Lawrence Avenue después de que un trabajador postal negro llamado Roscoe Johnson la comprara. La casa fue incendiada y casi destruida y se produjeron disturbios en el barrio durante tres días después de la violencia inicial.[93][94]
- 1949: Disturbios en Fairground Park, 21 de junio, St. Louis
- 1949: Disturbios en Anacostia Pool, 29 de junio, Anacostia, Washington D. C.
- 1949: Disturbios en Peekskill, Peekskill, Nueva York
- 1949: Disturbios raciales de Englewood, 8-12 de noviembre, Englewood, Chicago
- 1951: Disturbios raciales de Cicero de 1951, 12 de julio, Cicero, Illinois
- 1953: Los residentes blancos de Trumbull Park Homes se amotinaron durante semanas tras el traslado de una familia negra al proyecto. Se produjeron más disturbios tras el traslado de otras 10 familias negras.
- 1954: Vienna, Illinois. Los residentes blancos quemaron todas las casas negras de Vienna y las zonas cercanas fuera de los límites de la ciudad. La expulsión fue provocada por el asesinato de una anciana blanca y el intento de violación de su nieta adolescente por parte de dos hombres negros.[95]

### Movimiento por los derechos civiles (1955-1973)

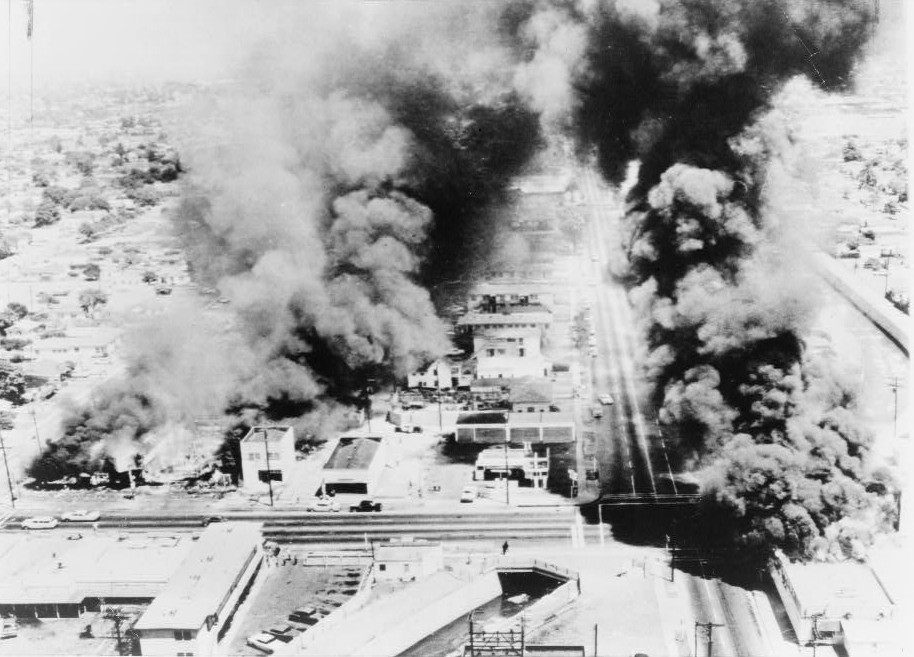
Edificios ardiendo durante los disturbios de Watts.

- Edificios ardiendo durante los disturbios de Watts.1956: Incidente de integración en la escuela Mansfield 400 partidarios de la segregación blandiendo armas y carteles racistas impiden a 12 niños negros entrar en la escuela secundaria Mansfield Mansfield, Texas
- 1958: Batalla de Hayes Pond, 18 de enero, Maxton, Carolina del Norte, enfrentamiento armado entre miembros de la tribu Lumbee de Carolina del Norte y el KKK.
- 1960: Ax Handle Saturday, 27 de agosto, Jacksonville, Florida
- Disturbios en Ole Miss en 1962, del 30 de septiembre al 1 de octubre; Oxford, Misisipi
- Disturbios en Birmingham en 1963; Birmingham, Alabama - mayo
- Disturbios en Cambridge en 1963; Cambridge, Maryland - junio
- Protestas en las escuelas de Chester en 1964; Chester, Pensilvania - abril
- Disturbios raciales en Rochester en 1964; Rochester, Nueva York - julio
- Disturbios raciales en Nueva York en 1964; Nueva York - julio
- Disturbios raciales en Filadelfia en 1964; Filadelfia - agosto
- Jersey City 1964 disturbios raciales, 2-4 de agosto, Jersey City, Nueva Jersey

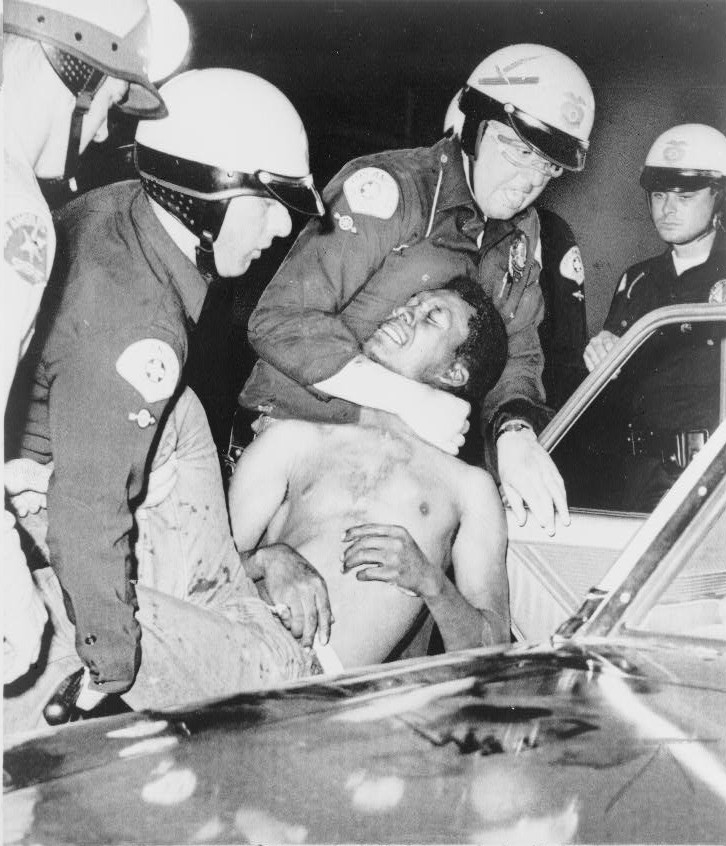
La policía realiza arrestos durante acciones de protesta

- La policía realiza arrestos durante acciones de protestaPaterson 1964 disturbios raciales, 11-13 de agosto, Paterson, Nueva Jersey
- Elizabeth 1964 disturbios raciales, 11-13 de agosto, Elizabeth, Nueva Jersey
- Chicago 1964 disturbios raciales, Dixmoor disturbios raciales, 16-17 de agosto, Chicago
- Disturbios Watts de 1965; Los Ángeles, California - agosto: Este barrio predominantemente afroamericano estalló en violencia del 11 al 17 de agosto tras la detención de Marquette Frye, un motorista negro de 21 años que fue arrestado por un patrullero de carretera blanco. Durante su detención se había congregado una multitud y se produjo una pelea entre la multitud y la policía, que llegó a tal punto que se lanzaron piedras y hormigón contra la policía. Se registró la participación de 30.000 personas en los disturbios y peleas con la policía, que se saldaron con treinta y cuatro muertos, 1.000 heridos y 4.000 detenidos.
- 1966: Disturbios en Omaha de 1966, 2 de julio, Omaha, Nebraska
- 1966: Disturbios en Chicago de 1966  West-Side, 12-15 de julio, Chicago, Illinois
- 1966: Disturbios en Nueva York de 1966, 14-20 de julio, Nueva York, estalló un disturbio tras una disputa entre jóvenes blancos y negros. Murió una persona y 53 resultaron heridas. Se produjeron tres incendios provocados y 82 detenciones.[29]
- 1966: Disturbios de Perth Amboy, 2-5 de agosto, Perth Amboy, Nueva Jersey, estalló un motín tras la detención de un hispano por merodear. A los residentes hispanos también les disgustaba ser tratados negativamente por la policía y ser ignorados por la comunidad. Se registraron 26 heridos (15 de las fuerzas del orden y 11 de civiles) y se practicaron 43 detenciones. Se produjeron interferencias con los bomberos.[29][96]
- 1966: Disturbios en Waukegan, 27 de agosto, Waukegan, Illinois
- 1966: Disturbios de Benton Harbor, 30 de agosto - 4 de septiembre, Benton Harbor, Michigan
- 1966: Disturbios de Summerhill y Vine City, 6-8 de septiembre, Atlanta
- 1966: Disturbios en Clearwater, 31 de octubre, Clearwater, Florida[97]
- Disturbios en Hough, Cleveland - julio de 1966
- Disturbios en Division Street, Chicago - junio de 1966
- 1966: 31 de julio, Chicago, residentes blancos atacaron a 550 manifestantes por los derechos civiles que marcharon hacia su barrio.[98]
- Disturbios en Marquette Park; Chicago, Illinois - agosto de 1966
- 1966 Disturbios raciales en Dayton, Dayton, Ohio - septiembre
- Disturbios en Hunters Point 1966 - San Francisco - septiembre
- 1967 Disturbios en Newark, Newark, Nueva Jersey - julio
- 1967 Disturbios en Plainfield, Plainfield, Nueva Jersey - julio
- Disturbios en 12th Street, Detroit - julio
- 1967 Disturbios en Nueva York, Harlem, Nueva York - julio
- Disturbios en Cambridge de 1967, Cambridge, Maryland - julio
- 1967 Disturbios en Rochester, Rochester, Nueva York - julio
- 1967 Disturbios en Pontiac, Pontiac, Michigan - julio
- 1967 Disturbios en Toledo, Toledo, Ohio - julio
- 1967 Disturbios en Flint, Flint, Michigan - julio
- 1967 Disturbios en Grand Rapids, Grand Rapids, Michigan - julio
- 1967 Disturbios en Houston, Houston - julio
- 1967 Disturbios en Englewood, Englewood, New Jersey - julio
- 1967 Disturbios en Tucson, Tucson, Arizona - julio
- 1967 Disturbios en Milwaukee, Milwaukee - julio
- 1967 Disturbios en Minneapolis North Side, Minneapolis-Saint Paul - agosto
- 1967 Disturbios en Albina Portland, Oregón - 30 de agosto.[99]
- Masacre de Orangeburg, Orangeburg, Carolina del Sur - febrero 1968
- Disturbios por el asesinato de King, 125 ciudades en abril y mayo en respuesta al asesinato de Martin Luther King Jr. , incluyendo:
  - Disturbios de Baltimore de 1968, Baltimore
  - En 1968, Hewitt, D..C. disturbios, Washington D. C.
  - 1968-Disturbios en la Ciudad de Nueva York, Disturbios en la Ciudad de Nueva York, Disturbios en la Ciudad de Nueva York
  - Disturbios West Side, Chicago
  - Disturbios de Detroit de 1968, Detroit
  - Disturbios de Louisville de 1968, Louisville, Kentucky
  - Distrito de Hill ML, Pittsburgh
  - Disturbios de Mygilmington de 1968
  - Disturbios raciales en Summit, Illinois, en la Escuela Secundaria Argo, septiembre de 1968
- 1968: Tiroteo y disturbios en Glenville
- Motín de Miami de 1968
- Convención Nacional Demócrata de 1968
- Motín racial de York de 1969, York, Pensilvania – julio
- Disturbios de Hartford de 1969, del 1 al 4 de septiembre, Hartford, Connecticut
- Disturbios de Augusta, Augusta, Georgia-mayo
- Asesinatos en el Estado de Jackson de 1970, Jackson, Mississippi-mayo
- Disturbios en Asbury Park, Asbury Park, Nueva Jersey-julio
- Moratoria chicana de 1970, una protesta contra la Guerra de Vietnam convertida en motín en el este de Los Ángeles – agosto
- Disturbios en el Este de Los Ángeles, 31 de enero de 1971 Este de Los Ángeles, California
- Disturbios de Bridgeport, 20 y 21 de mayo de 1971 Bridgeport, Connecticut
- Motín de Chattanooga,[100] 21 al 24 de mayo de 1971 Chattanooga, Tennessee
- Disturbios de Oxnard, 19 de julio de 1971 Oxnard, California
- Disturbios en Riverside, 8 y 9 de agosto de 1971 Riverside, California
- Disturbios de Camden, del 19 al 22 de agosto, Camden, Nueva Jersey
- Disturbios en la Escuela Secundaria Escambia, Pensacola, Florida
- Disturbios en el Parque Blackstone, 16-18 de julio de 1972, Boston
- 1972: Costa de Vietnam del Norte — Disturbios en el USS Kitty Hawk (12-13 de octubre)
- Disturbios de Santos Rodríguez de 1973, 28 de julio, Dallas

### Era posterior a los derechos civiles (1974-1989)
- 1974: Tiroteo del SLA, 17 de mayo, Los Ángeles
- 1974-1976: Crisis de los autobuses de Boston
- 1975: Disturbios de Livernois-Fenkell, julio de 1975, Detroit
- 1976: Disturbios en la Escuela Secundaria Escambia, 5 de febrero, Pensacola, Florida
- 1976: Violencia racial en Marquette Park, Chicago
- 1977: Disturbios en Humboldt Park, 5 y 6 de junio, Chicago
- 1978: Disturbios de Moody Park, Houston
- 1979: Worcester, MASSACHUSETTS — Disturbios en Great Brook Valley Projects (Disturbios puertorriqueños).[101]
- Disturbios de Miami de 1980: tras la absolución de cuatro policías en el condado de Miami-Dade por la muerte de Arthur McDuffie. McDuffie, un afroamericano, murió a causa de las heridas sufridas a manos de cuatro oficiales blancos que intentaban arrestarlo después de una persecución a alta velocidad.
- Disturbios en Miami 1982, 28 de diciembre, estallaron disturbios después de que la policía matara a tiros a un hombre negro en una sala de videojuegos. Otro hombre murió en los disturbios, más de 25 personas resultaron heridas y 40 arrestadas. Sección Overtown de Miami.[102]
- 1984: Disturbios raciales en Lawrence (Lawrence, Massachusetts), un motín a pequeña escala se centró en la intersección de las calles Haverhill y railroad entre blancos e hispanos de clase trabajadora; varios edificios fueron destruidos por cócteles Molotov; 8 de agosto de 1984.[103]
- 1984: Disturbios de Miami en Miami en 1984
- 1985: Atentado de MOVE-El 13 de mayo de 1985, la policía de Filadelfia bombardeó una casa residencial ocupada por el grupo militante anarcoprimitivista negro MOVE en Filadelfia.
- Disturbios en Miami de 1989: se desataron después de que el oficial de policía William Lozano disparara a Clement Lloyd, quien huía de otro oficial e intentaba atropellar al oficial Lozano en su motocicleta.

### Desde 1990

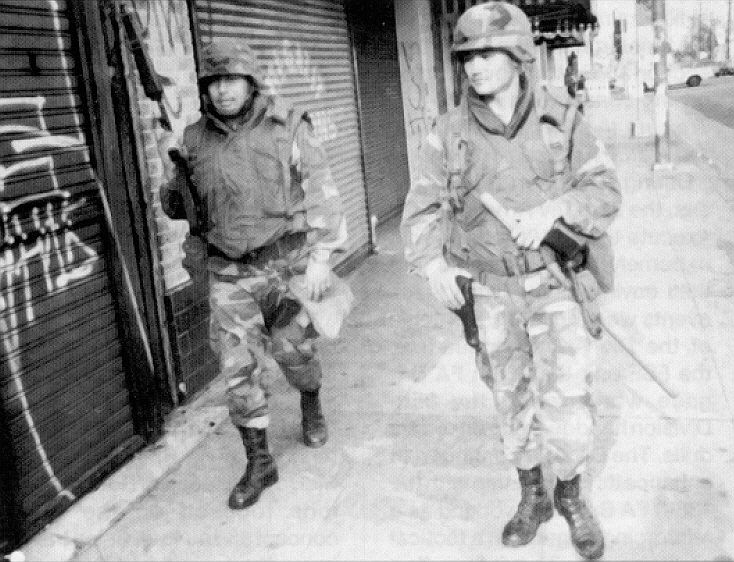
Patrulla de la guardia Nacional después de los disturbios en Los Ángeles en 1992

- Patrulla de la guardia Nacional después de los disturbios en Los Ángeles en 19921990: Disturbios de Wynwood (Los puertorriqueños se amotinaron después de que un jurado absolviera a seis oficiales acusados de matar a golpes a un narcotraficante puertorriqueño)
- 1991: Disturbios en Crown Heights - entre inmigrantes de las Indias Occidentales y la gran comunidad judía jasídica de la zona, por el asesinato accidental de un niño inmigrante guyanés por parte de un automovilista judío ortodoxo. A su paso, varios judíos resultaron gravemente heridos; un judío ortodoxo, Yankel Rosenbaum, fue asesinado; y un hombre no judío, supuestamente confundido con judío por los alborotadores, fue asesinado por un grupo de hombres afroamericanos.
- 1991: Overtown, Miami - En la sección fuertemente negra contra cubanoamericanos, como disturbios anteriores que ocurrieron allí en 1982 y 1984.
- 1991: 1991 Disturbios en Washington, D.C.-Disturbios tras el tiroteo de un salvadoreño por parte de un oficial de policía en el vecindario Mount Pleasant, agravados por las quejas que sintieron los latinos en el distrito.

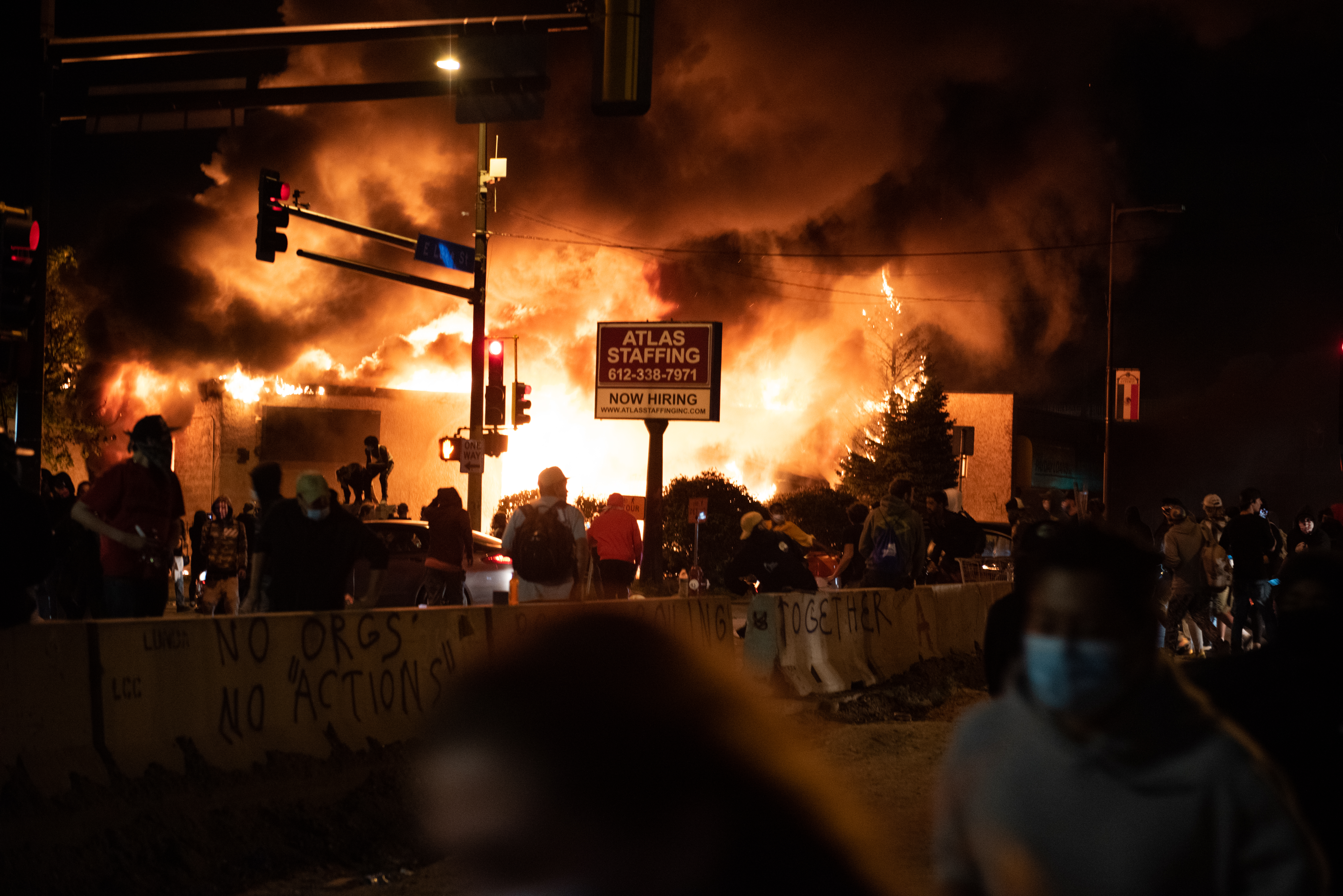
Alborotadores en Mineápolis durante disturbios nacionales en 2020

- Alborotadores en Mineápolis durante disturbios nacionales en 20201992: Disturbios de Los Ángeles de 1992 - del 29 de abril al 4 de mayo – una serie de disturbios, saqueos, incendios provocados y disturbios civiles que ocurrieron en el condado de Los Ángeles, California, en 1992, luego de la absolución de oficiales de policía en juicio por el asalto de Rodney King.
- 1992: Disturbios en el oeste de Las Vegas, 29 de abril, Las Vegas
- 1992: Disturbios de Washington Heights en 1992, del 4 al 7 de julio, Manhattan, Ciudad de Nueva York, comunidad dominicana
- 1996: Disturbios en San Petersburgo, Florida, de 1996, causados por protestas contra el perfil racial y la brutalidad policial.
- 2001: Disturbios de Cincinnati de 2001-abril - en la sección afroamericana de Over-the-Rhine en Cincinnati
- 2009: Oakland, CA-Disturbios tras el tiroteo de Oscar Grant a manos de la policía de BART.
- 2012: Disturbios en Anaheim, California, tras el tiroteo de dos hombres hispanos
- 2014: Disturbios en Ferguson, Misuri-Disturbios tras el tiroteo de Michael Brown
- 2015: Tiroteo en la iglesia de Charleston, 17 de junio, Charleston, Carolina del Sur
- 2015: Disturbios de Baltimore en 2015 – Disturbios tras la muerte de Freddie Gray
- 2015: Disturbios en Ferguson-Disturbios tras el aniversario del asesinato de Michael Brown
- 2016: Disturbios de Milwaukee en 2016: Disturbios tras el tiroteo fatal de Sylville Smith, de 23 años.
- 2016: Disturbios en Charlotte, 20 y 21 de septiembre: comenzaron los disturbios en respuesta al tiroteo de Keith Lamont Scott a manos de la policía.
- 2017: Asalto a DeAndre Harris, 12 de agosto-Extremistas de extrema derecha causan el asalto a DeAndre Harris durante el mitin de Unite the Right en Charlottesville, Virginia
- 2020: Disturbios raciales en los Estados Unidos (2020-2023) - Protestas provocadas por el asesinato de George Floyd, estallaron numerosos disturbios en otras ciudades.

## Lectura adicional
- Brophy, A.L. Reconstructing the dreamland: The Tulsa race riot of 1921 (2002)
- Brubaker, Rogers, and David D. Laitin. "Ethnic and nationalist violence." Annual Review of sociology 24.1 (1998): 423–452. online
- Chicago Commission on Race Relations. The Negro in Chicago: A study of race relations and a race riot (1922) online
- Dray, Philip. At the Hands of Persons Unknown: The Lynching of Black America, (Random House, 2002).
- Gilje, Paul A. Rioting in America (1996), examines 4000 American riots.  online
- Gottesman, Ronald, ed. Violence in America: An Encyclopedia (3 vol 1999) vol 2 online, comprehensive guide by experts
- Graham, Hugh D. and Ted R Gurr, eds. The History of Violence in America: Historical and Comparative Perspectives (1969) (A Report Submitted to the National Commission on the Causes and Prevention of Violence) online
- Grimshaw, Allen D. Racial violence in the United States (1969) online
- Grimshaw, Allen D. "Lawlessness and violence in America and their special manifestations in changing negro-white relationships." Journal of Negro History 44.1 (1959): 52–72. online
- Grimshaw, Allen, ed. A social history of racial violence (2017).
- Grimshaw, Allen D. "Changing patterns of racial violence in the United States." Notre Dame Law Review. 40 (1964): 534+  online
- Hall, Patricia Wong, and Victor M. Hwang, eds. Anti-Asian Violence in North America: Asian American and Asian Canadian Reflections on Hate, Healing and Resistance (2001)
- Hofstadter, Richard, and Michael Wallace, eds. American violence: A documentary history (1970).  online
- Howell, Frank M., et al. "When faith, race, and hate collide: Religious ecology, local hate cultures, and church burnings." Review of Religious Research 60.2 (2018): 223–245.
- Ifill, Sherrilyn A. On the Courthouse Lawn: Confronting the Legacy of Lynching in the Twenty-first Century (Beacon Press, 2007) ISBN 978-0-8070-0987-1
- Rable, George C.  But There Was No Peace: The Role of Violence in the Politics of Reconstruction (1984)
- Rapoport, David C. "Before the bombs there were the mobs: American experiences with terror." Terrorism and Political Violence 20.2 (2008): 167–194.  online
- Smith McKoy, Sheila. When whites riot : writing race and violence in American and South African cultures (2001) online
- Werner, John Melvin. "Race riots in the United States during the age of Jackson: 1824-1849" (PhD dissertation,   Indiana University; ProQuest Dissertations Publishing,  1972. 7314619).
- Williams, John A. "The Long Hot the Summers of Yesteryear," History Teacher 1.3 (1968): 9–23. online
- Williams, Tuttle M. Jr. (2014). Red Summer of 1919. In The Great Black Migration : A Historical Encyclopedia of the American Mosaic (pp. 315–317).